# Usedomer See
Der Usedomer See ist eine Bucht des Stettiner Haffs und befindet sich im Südwesten der Insel Usedom.

## Geographie
Der Usedomer See hat eine Fläche von ungefähr 360 Hektar. Er ist etwa 2 Kilometer breit und bis 3 Kilometer lang. Nach Norden verjüngt er sich zu einer schmalen Wasserzunge, an der sich westlich die Stadt Usedom und östlich der Usedomer Ortsteil Paske befinden. Die durchschnittliche Tiefe liegt bei 1 Meter, die maximale Tiefe bei ungefähr 2 Metern. Der größte Teil des Seebodens ist mit Faulschlamm bedeckt. Der Usedomer See ist fast vollständig von der Insel Usedom umschlossen. Im Südwesten befindet sich eine, an ihrer schmalsten Stelle etwa 50 Meter breite Verbindung zum Haff, die etwa 600 Meter lange Usedomer Kehle. An deren Westufer liegt der Usedomer Ortsteil Westklüne, ihm gegenüber Ostklüne auf einer gleichnamigen 2 Kilometer langen und zwischen 400 und 600 Meter breiten, wallartigen Landzunge.
Die Umgebung des Usedomer Sees war bereits im Neolithikum sowie in der späten Bronze- und der frühen Eisenzeit besiedelt. Seit dem 10. Jahrhundert entstand am nordwestlichen Ende des Sees ein wirtschaftlich und politisch bedeutendes Zentrum, aus dem sich später die Stadt Usedom entwickelte.
Im 12. Jahrhundert wurde am westlichen Ufer das Kloster Grobe gegründet, dem bald auch der Usedomer See gehörte. 1368 erwarb die Stadt Usedom von dem Anfang des 14. Jahrhunderts nach Pudagla verlegten Kloster den damals als Klosterwater bezeichneten See. Bereits 1381 kaufte das Kloster den Usedomer See für 70 Sundische Mark zurück.
Der Zugang zum Usedomer Hafen ist über eine circa 2 Meter tiefe Fahrrinne im Westteil des Usedomer Sees möglich, die zum Verschlammen neigt. Hier sind in größeren Zeitabständen Ausbaggerungen erforderlich, damit Schiffe mit entsprechendem Tiefgang die Zufahrt passieren können.